# Combovin
Combovin é uma comuna francesa na região administrativa de Auvérnia-Ródano-Alpes, no departamento de Drôme. Estende-se por uma área de 35,86 km². Em 2010 a comuna tinha 450 habitantes (densidade: 12,5 hab./km²).